# Оци
Оци, Очеви или Патерице је српски празник који се слави прву недељу пред Божић. Тога дана, исто као и на Материце, деца везују своје очеве, а ови им се дреше („одвезују“) поклонима, исто као и мајке.
Оци, Материце и Детињци су породични празници и за тај дан домаћице припремају свечани ручак на коме се окупи цела породица.